# Hydrochara leechi
Hydrochara leechi är en skalbaggsart som beskrevs av Ales Smetana 1980. Hydrochara leechi ingår i släktet Hydrochara och familjen palpbaggar. Inga underarter finns listade i Catalogue of Life.